# Murave
Murave – wieś w Słowenii, w gminie Gorenja vas-Poljane. W 2018 roku liczyła 66 mieszkańców.